# Campeonato Mundial de Resistência
O Campeonato Mundial de Resistência (World Sportscar Championship) foi um campeonato mundial de automóveis GT's e sport-protótipos da FIA realizado entre 1953 e 1992.
O campeonato evoluiu de uma pequena colecção dos mais importantes sports car, com eventos de endurance e de corridas urbanas na Europa e na América do Norte com vários pilotos amadores (gentleman drivers) na grelha, para um campeonato profissional onde os maiores construtores de automóveis do mundo gastavam milhões de dólares por ano. O nome oficial do campeonato mudou ao longo dos anos, mas é geralmente conhecido como World Sportscar Championship desde o início, em 1953. O World Sportscar Championship foi, a par com a Fórmula 1, um dos dois maiores campeonatos no mundo do desporto motorizado.

## Designações oficiais
A série teve várias designações ao longo dos anos:
- 1953–1961: World Sportscar Championship (para sports-protótipos).
- 1962–1965: International Championship for GT Manufacturers (para GT's). 
  - O título atribuído aos sport-protótipos era apenas conhecido como Coupe des Sports (em 1962) e como International Prototype Trophy (1963–1965).
- 1966–1967: International Manufacturers Championship (para sports-protótipos; International Sports Car Championship (para GT's).
- 1968–1971: International Championship for Makes (para sports-protótipos); International Grand Touring Trophy (para GT's).
- 1972–1975: World Championship for Makes (para sports-protótipos); International Grand Touring Trophy (para GT's).
- 1976–1977: World Sports Car Championship (para sports-protótipos); World Championship for Makes (para GT's).
- 1978–1981: World Championship for Makes (para GT's).
- 1982–1985: World Endurance Championship (para sports-protótipos e, entre 1983 e 1984, também para GT's).
- 1986–1990: World Sports Prototype Championship (para sports-protótipos).
- 1991–1992: Sportscar World Championship (para sports-protótipos).

Os títulos foram atribuídos aos fabricantes de 1953 a 1984 e às equipas de 1985 a 1992.

## Corridas
O evento mais famoso foram as 24 Horas de Le Mans, que fizeram parte do campeonato em todas as temporadas, exceto nas temporadas de 1956, 1975-79 e 1989-90. As 24 Horas de Daytona seguiram-se à inclusão quase contínua no Campeonato do Mundo de Resistência. Em 1982, a corrida foi abandonada enquanto a série tentava reduzir custos, mantendo as equipas na Europa e realizando corridas mais curtas. Entre outras, as seguintes provas também contaram para os campeonatos em determinados anos:
- Mille Miglia 1953–57
- 1000 km Nürburgring 1953–
- RAC Tourist Trophy 1953–64
- 12 Horas de Sebring 1953–
- Carrera Panamericana 1953–54
- Targa Florio 1955–73
- 1000 km de Monza 1963–2008
- 1000 km de Spa 1963–
- 12 Hours de Reims 1964–65
- 1000 km de Buenos Aires 1954–72
- 1000 km de Zeltweg 1966–76
- 1000 km de Fuji 1983–88
- 200 Milhas de Norisring 1984–88
- 6 Horas de Watkins Glen 1968–71, 1973–80

## História

### 1953 a 1961
Nos primeiros anos, provas já lendárias como as Mille Miglia, a Carrera Panamericana e a Targa Florio faziam parte do calendário, ao lado das 24 Horas de Le Mans, das 12 Horas de Sebring, do RAC Tourist Trophy e dos 1000 km de Nurburgring. Concorriam fabricantes como a Ferrari, Maserati, Mercedes-Benz, Porsche e Aston Martin, apresentando frequentemente pilotos profissionais com experiência na Fórmula 1, mas a maioria das grelhas eram compostas por pilotos privados como Nardis e Bandinis. Os automóveis foram divididos em duas categorias principais: sport-protótipos construídos especificamente, que eram o pináculo das corridas de automóveis, e grand tourers de produção (automóveis GT), que eram baseados em modelos de estrada e, portanto, em geral, não tão rápidos como os protótipos desportivos. Estas categorias foram divididas por classes de cilindrada do motor. As equipas de fábrica da Ferrari e da Maserati foram concorrentes ferozes durante grande parte da década, mas embora os carros da Maserati tenham ganho muitas corridas, a marca nunca conseguiu conquistar o título mundial. A equipa de fábrica da Mercedes-Benz desistiu do campeonato depois de 1955 devido ao acidente em Le Mans, enquanto a pequena equipa de fábrica da Aston Martin lutou para encontrar o sucesso em 1957 e 1958 até conseguir vencer o campeonato em 1959. Notavelmente ausente dos resultados globais estava a equipa de fábrica da Jaguar, que não participou em mais nenhum evento para além de Le Mans, apesar do potencial dos Tipos C e D.

### 1962 a 1965
Em 1962, o calendário foi alargado para incluir corridas mais pequenas, enquanto a FIA mudou o foco para os carros GT baseados em carros de produção. O título do Campeonato do Mundo de carris desportivos foi descontinuado, sendo substituído pelo Campeonato Internacional de Fabricantes de GT. Agrupou-se os carros em três categorias com tamanhos de motor específicos; menos de um litro, menos de dois litros e mais de dois litros. Corridas de montanha, corridas de velocidade e corridas mais pequenas expandiram o campeonato, que passou a ter cerca de 15 corridas por temporada. As corridas famosas como Le Mans ainda contavam para o campeonato de protótipos, no entanto, a avaliação de pontos não era muito tabular pelo que a FIA voltou à forma original do campeonato com cerca de 6 a 10 corridas.
Em 1963, mantiveram-se as três classes de cilindrada, mas foi acrescentada uma categoria de protótipos. Em 1965, as classes de motores passaram a ser para automóveis abaixo de 1.300 cc (Classe I), abaixo de 2.000 cc (Classe II) e acima de 2.000 cc (Classe III). A Classe III foi concebida para atrair mais fabricantes americanos, sem limite máximo de cilindrada do motor.

### 1966 a 1981

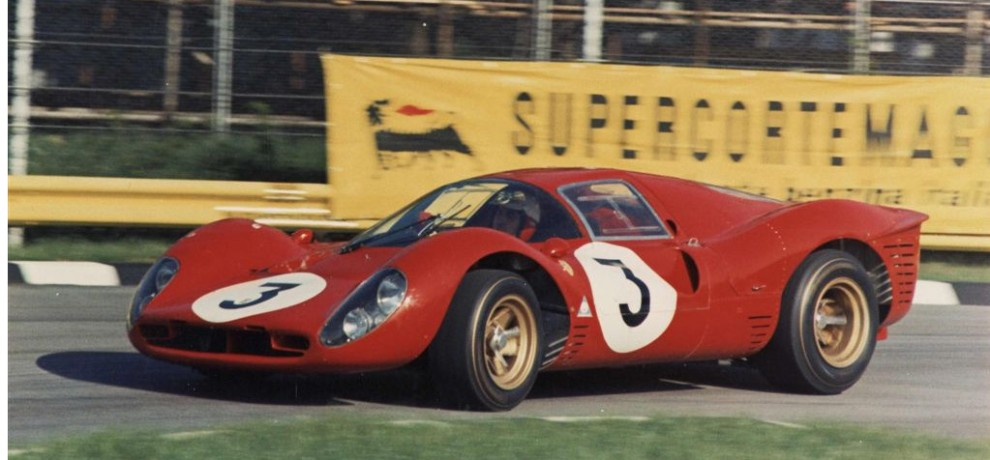
Ferrari 330 P4 nos "1000 km de Monza", 1967

O período entre 1966 e 1971 foi possivelmente a era de maior sucesso do Campeonato do Mundo, com classes S (desportivos de 5 L) e P (protótipos de 3 L), e automóveis como o Ferrari 512S, Ferrari 330 P4, Ford GT40, Lola T70, Chaparral, Alfa Romeo 33 e os Porsche 908, 917 lutaram pela supremacia em circuitos clássicos como Sebring, Nürburgring, Spa-Francorchamps, Monza, Targa Florio e Le Mans, onde a Ford venceu por quatro anos consecutivos, naquela que é hoje considerada a Era Dourada das corridas de automóveis desportivos.
Em 1972, as classes Protótipo do Grupo 6 e Carros Desportivos do Grupo 5 foram substituídas por uma nova classe de Carros Desportivos do Grupo 5. Estes carros foram limitados a motores 3.0 L pela FIA e os fabricantes perderam gradualmente o interesse. Os novos carros desportivos do Grupo 5, juntamente com os carros de grande turismo do Grupo 4, disputariam o recém-renomeado Campeonato Mundial de Marcas da FIA de 1972 a 1975. De 1976 a 1981, o Campeonato Mundial de Marcas foi aberto aos Carros de Produção Especial do Grupo 5 e a outras categorias baseadas na produção, incluindo os carros Grand Touring do Grupo 4 e foi durante este período que o quase invencível Porsche 935 dominou o campeonato. Os protótipos regressaram em 1976 como carros do Grupo 6 com a sua própria série, o Campeonato Mundial de Carros Desportivos, mas duraria apenas duas temporadas (1976-1977). Em 1981, a FIA instituiu um campeonato de pilotos.

### 1982 a 1992
Em 1982, a FIA tentou conter um aumento preocupante na potência dos motores dos Carros de Produção Especial do Grupo 5, introduzindo o Grupo C, uma nova categoria para protótipos desportivos fechados (carros de corrida construídos especificamente) que limitava o consumo de combustível (a teoria é que, ao limitar o consumo de combustível, as regulamentações do motor poderiam ser mais relaxadas). Embora esta mudança não tenha sido bem-vinda entre algumas equipas privadas, o apoio dos fabricantes aos novos regulamentos foi imenso. Vários fabricantes da “velha guarda” regressaram ao WSC nos dois anos seguintes, com cada marca a contribuir para a diversidade da série. De acordo com as novas regras, era teoricamente possível que os motores normalmente aspirados competissem com os motores de turbo (de manutenção dispendiosa) que dominaram a série nos anos 70 e início dos anos 80. Além disso, a maioria das provas tinha 500 ou 1000 km, durando normalmente três e seis horas, respetivamente, pelo que foi possível também enfatizar o aspeto de “resistência” da competição. Os carros do Grupo B, que era uma classe GT, também podiam correr, mas as inscrições nesta classe eram escassas; combinado com acidentes fatais em ralis onde a classe do Grupo B viu mais popularidade, a classe (e as corridas GT europeias em geral) desapareceram da série, com os protótipos desportivos a dominar o campeonato.

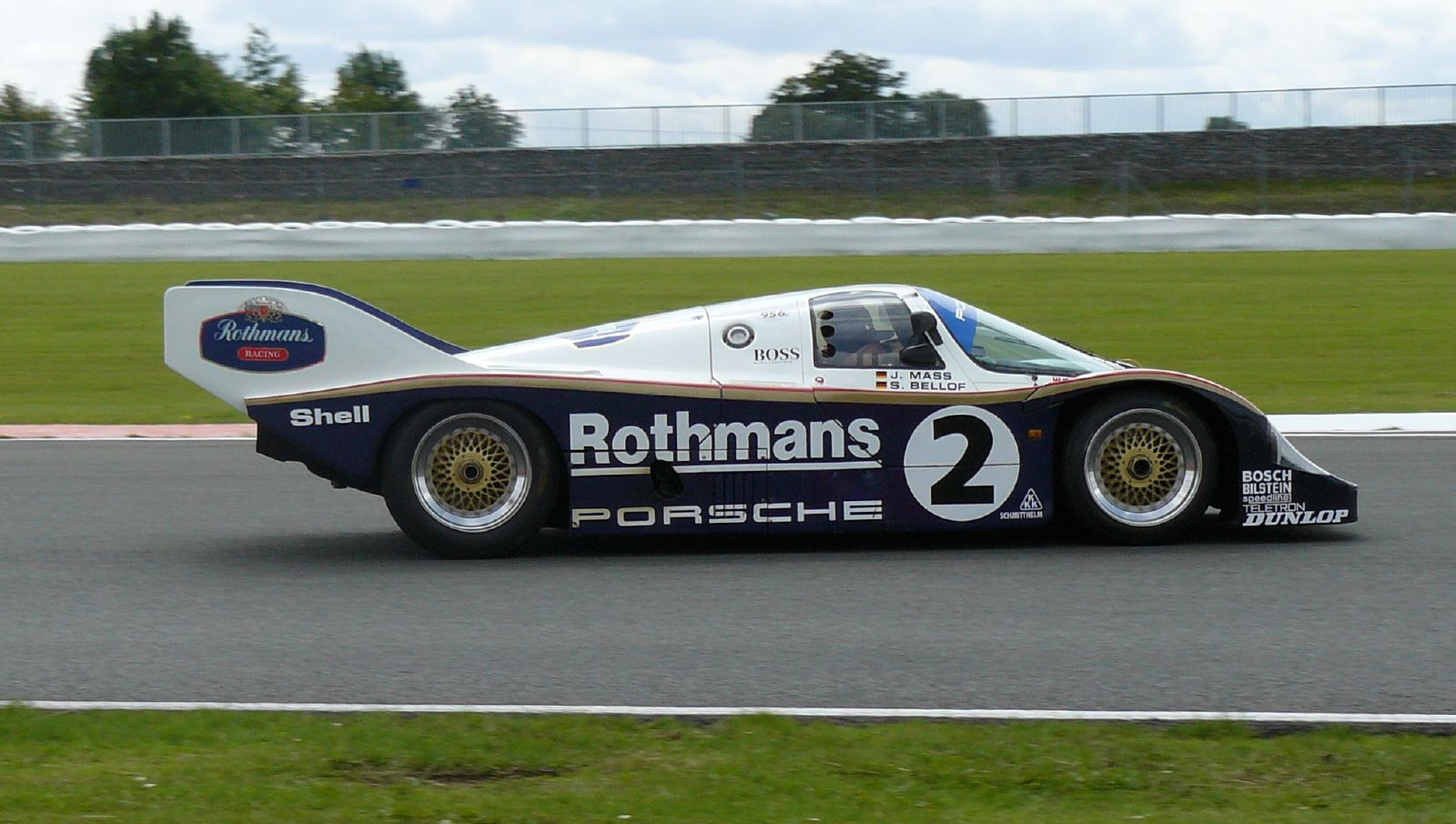
Carro de fábrica Rothmans Porsche 956 em Silverstone

A Porsche foi o primeiro fabricante a juntar-se à série, com o 956, mas cedo vários outros fabricantes aderiram à série, incluindo a Jaguar Cars, Mercedes-Benz, Nissan, Toyota, Mazda e Aston Martin. À medida que os custos aumentaram, foi criada uma classe C2 (originalmente denominada C Junior) para equipas privadas e pequenos fabricantes, com limites de consumo de combustível mais elevados. Nesta classe inferior, a maioria dos automóveis utilizava o motor BMW M1 ou o novo Cosworth DFL, mas, tal como na classe principal, cada fabricante utilizou uma variedade de soluções. Alba, Tiga, Spice e Ecurie Ecosse estiveram entre os mais competitivos desta classe. Embora a fórmula do Grupo C tenha trazido os fabricantes de volta ao desporto, foi novamente a Porsche - com a sua linha 956 e 962 do Grupo C - que continuou a dominar o desporto.
Em 1986, o Campeonato Mundial de Resistência tornou-se o Campeonato Mundial de Sport-Protótipos.
Embora a fórmula do Grupo C tenha sido um sucesso, com multidões regulares de 50.000 a 70.000 pessoas em eventos WSC (um Grande Prémio moderno na Europa teria multidões semelhantes) e mais de 350.000 pessoas nas 24 horas de Le Mans, a FIA introduziu novas regras para 1991 a pedido do vice-presidente da FIA, Bernie Ecclestone; motores aspirados, que eram unidades de competição de 3.500 cc especialmente construídas. A nova classe, conhecida como Grupo C Categoria 1, foi pensada para usar motores de Fórmula 1. Embora a potência fosse geralmente inferior à dos automóveis existentes do Grupo C (cerca de 650 cv em comparação com cerca de 750 cv ou mais), os novos automóveis são considerados como estando entre os automóveis desportivos mais rápidos de sempre. No entanto, a adopção destes novos regulamentos foi lenta e apenas alguns carros da Categoria 1 estavam prontos para a temporada de 1991. Consequentemente, a FIA também permitiu que os carros que cumprissem as regras do Grupo C anteriores a 1991 disputassem o campeonato (como os carros da Categoria 2 do Grupo C) durante o ano de transição. No entanto, estavam seriamente prejudicados em termos de peso, alocação de combustível e posições na rede. Para 1991 o campeonato ganhou outro novo nome, Campeonato Mundial FIA Sportscar' e as novas regras de 3,5 litros entraram em vigor para o campeonato de 1992 com os antigos carros do Grupo C já não incluídos.

### Extinção em 1993
A nova geração de motores de competição WSC, com a intenção declarada de redução de custos e melhoria da concorrência, rapidamente se revelou altamente suspeita. Os custos aumentaram enormemente à medida que as equipas de fábrica desenvolveram carros capazes de se qualificar a meio da grelha da Fórmula 1, apesar de pesarem cerca de 200 kg a mais. Os fabricantes voltaram a abandonar a série de desportivos, percebendo que agora tinham um motor adequado para a F1. Em particular, a Mercedes e a Peugeot optaram por se concentrar ou passar exclusivamente para a F1. Os motores mais exóticos eram inacessíveis para equipas como a Spice e a ADA, pelo que, depois de os fabricantes terem deixado a classe superior das corridas de automóveis desportivos, a série entrou essencialmente em colapso. A falta de inscrições significou que a temporada de 1993 foi cancelada antes da primeira corrida.
Em 1994, o título Mundial de Carro Desportivos regressaria, desta vez nas mãos da International Motor Sports Association no Estados Unidos para utilização na série IMSA GT. O nome seria utilizado para a classe superior de protótipos da série até 1998, quando a série terminou. 1994 assinalou também o regresso de uma série GT internacional após uma ausência de mais de uma década com a introdução da Série GT Global BPR. O sucesso da série levou a uma aquisição amigável pela FIA em 1997, tornando-se o Campeonato FIA GT. Os protótipos estiveram ausentes principalmente das pistas europeias (sendo Le Mans a única excepção notável) até 1997, que viu a criação da International Sports Racing Series, que evoluiu para o curto Campeonato FIA Sportscar em 2001 até 2003. Os protótipos desportivos ficaram então exclusivamente sob o controlo do Automobile Club de l’Ouest (ACO) e da sua série sancionada, a American Le Mans Series na América do Norte e a Le Mans Series na Europa. O campeonato da FIA para GTs acabou por ser promovido ao estatuto de campeonato mundial em 2010, enquanto a ACO lançou o seu próprio campeonato internacional, a Intercontinental Le Mans Cup, no mesmo ano.

### Renascimento em 2012
Após o sucesso da Intercontinental Le Mans Cup (ILMC) da ACO, a FIA chegou a um acordo com a ACO para criar um novo Campeonato Mundial de Resistência da FIA para 2012. A série partilha muitos elementos da ILMC, incluindo a utilização das 24 Horas de Le Mans como parte do calendário da série. A série continuou a utilizar as duas classes principais do ACO, Le Mans Prototypes e GT Endurance (GTE). O Hypercar substituiu o LMP1 como classe principal em 2021, rodando com carros LMH e LMDh, os mesmos utilizados no GTP de principal classe do IMSA Sportscar Championship. Os títulos de campeonato são atribuídos a construtores e pilotos em protótipos, enquanto uma taça de construtores é atribuída nas categorias GTE. A partir de 2017, os títulos de campeonato foram também atribuídos aos construtores e pilotos da categoria GTE. O LMGT3 substituiu o GTE em 2024.

## Vencedores
| Ano  | Nome                                                                         | Construtor Vencedor (1953 - 1984)               | Equipa Vencedora (1985 - 1992)                          | Piloto(s) Vencedor (es) (1981 - 1992)                                  |
| ---- | ---------------------------------------------------------------------------- | ----------------------------------------------- | ------------------------------------------------------- | ---------------------------------------------------------------------- |
| 1953 | Campeonato Mundial para Sports Cars                                          | Ferrari                                         | -                                                       | -                                                                      |
| 1954 | Campeonato Mundial para Sports Cars                                          | Ferrari                                         | -                                                       | -                                                                      |
| 1955 | Campeonato Mundial para Sports Cars                                          | Mercedes-Benz                                   | -                                                       | -                                                                      |
| 1956 | Campeonato Mundial para Sports Cars                                          | Ferrari                                         | -                                                       | -                                                                      |
| 1957 | Campeonato Mundial para Sports Cars                                          | Ferrari                                         | -                                                       | -                                                                      |
| 1958 | Campeonato Mundial para Sports Cars                                          | Ferrari                                         | -                                                       | -                                                                      |
| 1959 | Campeonato Mundial para Sports Cars                                          | Aston Martin                                    | -                                                       | -                                                                      |
| 1960 | Campeonato Mundial para Sports Cars                                          | Ferrari                                         | -                                                       | -                                                                      |
| 1961 | World Championship for Sports Cars                                           | Ferrari                                         | -                                                       | -                                                                      |
| 1962 | Troféu Internacional de Protótipos GT                                        | Ferrari (+2.0) Porsche (2.0) Fiat-Abarth (1.0)  | -                                                       | -                                                                      |
| 1963 | Troféu Internacional de Protótipos GT                                        | Ferrari (+2.0) Porsche (2.0) Fiat-Abarth (1.0)  | -                                                       | -                                                                      |
| 1963 | Troféu Internacional de Protótipos GT                                        | Ferrari                                         | -                                                       | -                                                                      |
| 1964 | Campeonato Internacional para Construtores de GT                             | Ferrari (+2.0) Porsche (2.0) Abarth-Simca (1.0) | -                                                       | -                                                                      |
| 1964 | Troféu Internacional de Protótipos GT                                        | Ferrari                                         | -                                                       | -                                                                      |
| 1965 | Campeonato Internacional para Construtores de GT                             | Shelby (+2.0) Porsche (2.0) Abarth-Simca (1.3)  | -                                                       | -                                                                      |
| 1965 | Troféu Internacional de Protótipos GT                                        | Ferrari                                         | -                                                       | -                                                                      |
| 1966 | Campeonato Internacional para Sport-Protótipos                               | Ford (+2.0) Porsche (2.0)                       | -                                                       | -                                                                      |
| 1966 | Campeonato Internacional para Sports Car                                     | Ford (+2.0) Porsche (2.0) Abarth (1.3)          | -                                                       | -                                                                      |
| 1967 | Campeonato Internacional para Sport-Protótipos                               | Ferrari (+2.0) Porsche (2.0)                    | -                                                       | -                                                                      |
| 1967 | Campeonato Internacional para Sports Car                                     | Ford (+2.0) Porsche (2.0) Abarth (1.3)          | -                                                       | -                                                                      |
| 1968 | Campeonato Internacional para Construtores Taça Internacional para carros GT | Ford Porsche                                    | -                                                       | -                                                                      |
| 1969 | Campeonato Internacional para Construtores Taça Internacional para carros GT | Porsche                                         | -                                                       | -                                                                      |
| 1970 | Campeonato Internacional para Construtores Taça Internacional para carros GT | Porsche                                         | -                                                       | -                                                                      |
| 1971 | Campeonato Internacional para Construtores Taça Internacional para carros GT | Porsche                                         | -                                                       | -                                                                      |
| 1972 | Campeonato Mundial para Construtores Taça Internacional para carros GT       | Ferrari Porsche                                 | -                                                       | -                                                                      |
| 1973 | Campeonato Mundial para Construtores Taça Internacional para carros GT       | Matra Porsche                                   | -                                                       | -                                                                      |
| 1974 | Campeonato Mundial para Construtores Taça Internacional para carros GT       | Matra Porsche                                   | -                                                       | -                                                                      |
| 1975 | Campeonato Mundial para Construtores Taça Internacional para carros GT       | Alfa Romeo Porsche                              | -                                                       | -                                                                      |
| 1976 | Campeonato Mundial para Construtores                                         | Porsche                                         | -                                                       | -                                                                      |
| 1976 | Campeonato Mundial para Sports Car                                           | Porsche                                         | -                                                       | -                                                                      |
| 1977 | Campeonato Mundial para Construtores                                         | Porsche                                         | -                                                       | -                                                                      |
| 1977 | Campeonato Mundial para Sports Car                                           | Alfa Romeo                                      | -                                                       | -                                                                      |
| 1978 | Campeonato Mundial para Construtores                                         | Porsche                                         | -                                                       | -                                                                      |
| 1979 | Campeonato Mundial para Construtores                                         | Porsche (+2.0) Lancia (2.0)                     | -                                                       | -                                                                      |
| 1980 | Campeonato Mundial para Construtores                                         | Porsche (+2.0) Lancia (2.0)                     | -                                                       | -                                                                      |
| 1981 | Campeonato Mundial de Endurance                                              | Porsche (+2.0) Lancia (2.0)                     | -                                                       | Bob Garretson                                                          |
| 1982 | Campeonato Mundial de Endurance                                              | Porsche                                         | -                                                       | Jacky Ickx                                                             |
| 1983 | Campeonato Mundial de Endurance                                              | Porsche (C) Alba - Giannini (C Jnr) Porsche (B) | -                                                       | Jacky Ickx                                                             |
| 1984 | Campeonato Mundial de Endurance                                              | Porsche (C) Alba - Giannini (C Jnr) BMW (B)     | -                                                       | Stefan Bellof                                                          |
| 1985 | Campeonato Mundial de Endurance                                              | -                                               | Rothmans Porsche (C) Spice Engineering (C2)             | Derek Bell (C) Hans-Joachim Stuck (C) Gordon Spice (C2) Ray Bellm (C2) |
| 1986 | Campeonato Mundial de Sport-Protótipos                                       | -                                               | Brun Motorsport (C) Ecurie Ecosse (C2)                  | Derek Bell (C) Hans-Joachim Stuck (C) Gordon Spice (C2) Ray Bellm (C2) |
| 1987 | Campeonato Mundial de Sport-Protótipos                                       | -                                               | Silk Cut Jaguar (C) Spice Engineering (C2)              | Raul Boesel (C) Gordon Spice (C2) Fermin Velez (C2)                    |
| 1988 | Campeonato Mundial de Sport-Protótipos                                       | -                                               | Silk Cut Jaguar (C) Spice Engineering (C2)              | Martin Brundle (C) Gordon Spice (C2) Ray Bellm (C2)                    |
| 1989 | Campeonato Mundial de Sport-Protótipos                                       | -                                               | Team Sauber Mercedes (C) Chamberlain Engineering (C2)   | Jean-Louis Schlesser (C) Nick Adams (C2) Fermin Velez                  |
| 1990 | Campeonato Mundial de Sport-Protótipos                                       | -                                               | Team Sauber Mercedes                                    | Jean-Louis Schlesser Mauro Baldi                                       |
| 1991 | Campeonato Mundial de Sports Car                                             | -                                               | Silk Cut Jaguar                                         | Teo Fabi                                                               |
| 1992 | Campeonato Mundial de Sports Car                                             | -                                               | Peugeot Talbot Sport (C1) Chamberlain Engineering (Cup) | Derek Warwick (C1) Yannick Dalmas (C1) Ferdinand de Lesseps (Cup)      |